# UNESCO-Club
UNESCO-Clubs sind die Basisorganisationen der UNESCO. Ihr Ziel ist es, die Ideale der UNESCO in der Bevölkerung zu verbreiten und so die Arbeit der UNESCO und ihrer Nationalkommissionen zu unterstützen.

## Rechtliche Grundlagen
Die Deutsche UNESCO-Kommission (DUK) erteilt auf Antrag solchen Vereinigungen das Recht zur Führung des Namens und des Signets der UNESCO, die nach ihrer Satzung und im vereinsrechtlichen Rahmen ausschließlich gemeinnützige Zwecke im Sinn der UNESCO-Verfassung verfolgen. Hierzu hat die DUK  "Richtlinien für die Bildung von Freundeskreisen" verabschiedet. Die UNESCO-Clubs bestehen ausschließlich aus ehrenamtlichen Mitgliedern. Sie finanzieren sich aus Mitgliedsbeiträgen, Verkaufsaktionen und Spenden.

## Geschichte, Rechtsform und Organisation
Die ersten UNESCO-Clubs wurden 1947 in Japan gegründet. Heute gibt es weltweit etwa 5.000 UNESCO-Clubs, -Vereinigungen und -Zentren in 120 Ländern. Sie sind im Weltverband der UNESCO-Clubs (World Federation of UNESCO-Clubs and -Associations: WFUCA) zusammengeschlossen.

## Ziele und Tätigkeiten
Während die UNESCO-Kommissionen als konstitutionelle Partner das jeweils nationale Organ der UNESCO in einem Mitgliedstaat darstellen, ergänzen die UNESCO-Clubs als institutionelle Kooperationspartner die Arbeit der UNESCO an der Basis. Um der Bevölkerung die Ziele der UNESCO näherzubringen, verbreiten die Clubs Publikationen der UNESCO und treten mit Veranstaltungen und Ausstellungen an die Öffentlichkeit. Auf ihrem Programm stehen Themen wie das UNESCO-Welterbe, um die Bedeutung außereuropäischen Kulturguts zu vermitteln, oder Studienreisen, die das interkulturelle Verständnis fördern sollen. Bei Auslandsreisen legen die Clubs Wert auf Kontakte mit Gleichgesinnten und auf den Austausch mit UNESCO-Clubs in anderen Ländern. Persönliche Kontakte vertiefen die Kenntnis fremder Sprachen und Kulturen und helfen Brücken zu bauen.
Ein wichtiges Arbeitsfeld der UNESCO-Clubs ist die Spendenwerbung für so genannte Co-action-Projekte mit Partnern vor allem in den ärmsten Ländern Afrikas, Asiens und Lateinamerikas. Bei den Co-action-Projekten geht es um den Aufbau von Schulen, Kindergärten, Bibliotheken oder Lehrwerkstätten, aber auch um den Bau von Bewässerungsanlagen oder die Anschaffung landwirtschaftlicher Gerätschaften. Die Projekte bieten Hilfe zur Selbsthilfe. Sie haben Modellcharakter und berücksichtigen auch kulturelle Traditionen und wirtschaftliche Gegebenheiten der jeweiligen Region. Die UNESCO-Clubs in Deutschland haben viele solcher Co-action-Projekte unterstützt, unter anderem ein Behindertenprojekt in Sri Lanka, ein Ausbildungszentrum für Mädchen in Burkina Faso, Schulprojekte in Ghana und Tansania, ein Zentrum für Straßenkinder in Indien oder eine Dorfbibliothek in Douka, Senegal. Über ihre Projekte informieren die UNESCO-Clubs auf ihrer Website.

## UNESCO-Clubs in Deutschland
In Deutschland wurde der erste UNESCO-Club im Jahre 1951 in Berlin gegründet. Derzeit bestehen vereinsrechtlich organisierte Clubs in Aachen, Berlin, Bonn, Düsseldorf, Essen-Kettwig, Frankenthal, Hannover, Joachimsthal, Kulmbach, München und Wuppertal.
Die UNESCO-Clubs in Deutschland haben sich in dem "Forum der UNESCO-Clubs in Deutschland" zusammengeschlossen. Sie treffen sich in halbjährlichem Abstand, um gemeinsame Vorhaben zu koordinieren und aktuelle Themen der UNESCO zu diskutieren. Sie sind gemeinschaftlich Mitglied des Weltverbandes WFUCA und beteiligen sich an internationalen Seminaren und Konferenzen, die in Zusammenarbeit mit dem Weltverband stattfinden. Seit 1996 ist das Forum der UNESCO-Clubs in Deutschland gewähltes Mitglied der Deutschen UNESCO-Kommission. Es wird durch die Koordinatorin Rosemarie Landgrebe vertreten.